# Timor-Leste nos Jogos Olímpicos de Verão de 2016
Timor-Leste competiu nos Jogos Olímpicos de Verão de 2016, no Rio de Janeiro, Brasil, de 5 a 21 de agosto.
A delegação timorense consistia em três atletas que disputaram provas de duas modalidades: Atletismo e ciclismo. Os atletas de Timor-Leste não conseguiram conquistar medalhas.

## Atletismo
Timor-Leste recebeu as vagas universais da Associação Internacional de Federações de Atletismo para enviar dois atletas (um homem e uma mulher) aos Jogos Olímpicos.
Legenda
- Nota – As classificações das provas de pista são apenas dentro da manga em que o atleta competiu
- Q = Qualificado para a ronda seguinte
- q = Qualificado em repescagens ou, nas provas de pista, através da posição sem alcançar a marca para a qualificação
- RN = Recorde nacional
- N/A = Ronda não existente nessa prova
- Ise = Atleta isento de competir nessa ronda

Pista e estrada
| Atleta               | Prova                    | Manga      | Manga         | Semifinal   | Semifinal     | Final       | Final         |
| Atleta               | Prova                    | Resultado  | Classificação | Resultado   | Classificação | Resultado   | Classificação |
| -------------------- | ------------------------ | ---------- | ------------- | ----------- | ------------- | ----------- | ------------- |
| Augusto Ramos Soares | 1 500 metros — masculino | 4:11.35 PB | 12            | Não avançou | Não avançou   | Não avançou | Não avançou   |
| Nélia Martins        | 1 500 metros — feminino  | 5:00.53    | 13            | Não avançou | Não avançou   | Não avançou | Não avançou   |

## Ciclismo

### BTT
Timor-Leste foi convidado pela Comissão Tripartida para enviar uma betetista na prova de corta-mato feminino dos Jogos Olímpicos, sendo a estreia do país nesta modalidade, fora o atletismo. Anteriormente, dois atletas timorenses competiram nas provas de levantamento de peso e boxe com a Bandeira Olímpica, enquanto aguardavam o reconhecimento do seu Comité Olímpico Nacional, o Comité Olímpico Nacional de Timor-Leste.
| Atleta            | Prova                          | Resultado  | Classificação |
| ----------------- | ------------------------------ | ---------- | ------------- |
| Francelina Cabral | Prova de corta-mato — feminino | (5 voltas) | 28            |